# بنجاما غريفو
بنجاما غريفو (بالفرنسية: Benjamin Griveaux)،(ولد في 29 ديسمبر 1977 في سان ريمي في سون ولوار، هو سياسي فرنسي.
كان ناشطًا في البداية في الحزب الاشتراكي، وتعاون في البداية مع دومينيك شتراوس من عام 2003 إلى عام 2007، ثم أصبح لديه ولايات محلية مختلفة في سون ولوار من عام 2008 إلى عام 2015 (مستشار بلدية شالون سور ساون ، نائب رئيس تكتل شالون سور ساون، نائب رئيس المجلس العام لسون إت لوار). وهو عضو في مجلس وزراء.
مقرب من إيمانويل ماكرون منذ عام 2015 ، يشارك في تأسيس الجمهورية إلى الأمام!! وأصبح المتحدث باسم الحركة.
انتخب كنائب في عام 2017 في الدائرة الخامسة في باريس وأصبح وزير الدولة عند وزير الاقتصاد والمالية في حكومة إدوارد فيليب الثاني. من عام 2017 إلى عام 2019 ، تم ربطه برئيس الوزراء ويعمل كمتحدث رسمي باسم الحكومة. استقال من الحكومة لخوض الانتخابات البلدية عام 2020 في باريس.